# Trachonurus gagates
Trachonurus gagates är en fiskart som beskrevs av Akitoshi Iwamoto och Mcmillan, 1997. Trachonurus gagates ingår i släktet Trachonurus och familjen skolästfiskar. Inga underarter finns listade i Catalogue of Life.